# دافور يوزيتش
دافور يوزيتش (مواليد 22 سبتمبر 1960) هو لاعب كرة قدم. يلعب مع منتخب يوغوسلافيا لكرة القدم. سبق له أن لعب في كأس العالم لكرة القدم مع منتخب بلاده.

## مسيرته الكروية
لعب دافور يوزيتش خلال مسيرته الاحترافية مع 4 أندية في ستة عشر موسمًا وسجل خلالها 18 هدفًا ضمن 361 مباراة. ولم يفز بأي موسم بالكأس وفاز في موسم واحد بالدوري.
خاض دافور يوزيتش مسيرته مع نادي ساراييفو في موسم 1979–80 ليلعب معه ثمانية مواسم، مشاركًا في 169 مباراة سجل خلالها 15 هدفًا. ثم انتقل إلى نادي تشيزينا في موسم 1987–88 ليلعب معه ستة مواسم، حيث شارك في 170 مباراة سجل خلالها 3 أهداف. لينتقل بعدها إلى نادي أمريكا في موسم 1993–94 لمدة موسم واحد، مشاركًا في 11 مباراة ولم يسجل أي هدف. ثم انتقل إلى نادي سبيزيا في موسم 1995–96 لمدة موسم واحد، مشاركًا في 11 مباراة ولم يسجل أي هدف أيضًا.

## روابط خارجية
- دافور يوزيتش على موقع الاتحاد الدولي (مؤرشف)  (الإنجليزية)
- دافور يوزيتش على موقع قاعدة بيانات كرة القدم.إي يو (الإنجليزية)
- دافور يوزيتش على موقع ناشيونال فوتبول تيمز (الإنجليزية)
- دافور يوزيتش على موقع عالم كرة القدم.نت (الإنجليزية)
- دافور يوزيتش على موقع أوليمبيديا (الإنجليزية)